# Balthasar de Monconys
Balthasar de Monconys (1611 – 1665) è stato un esploratore, diplomatico e magistrato francese.

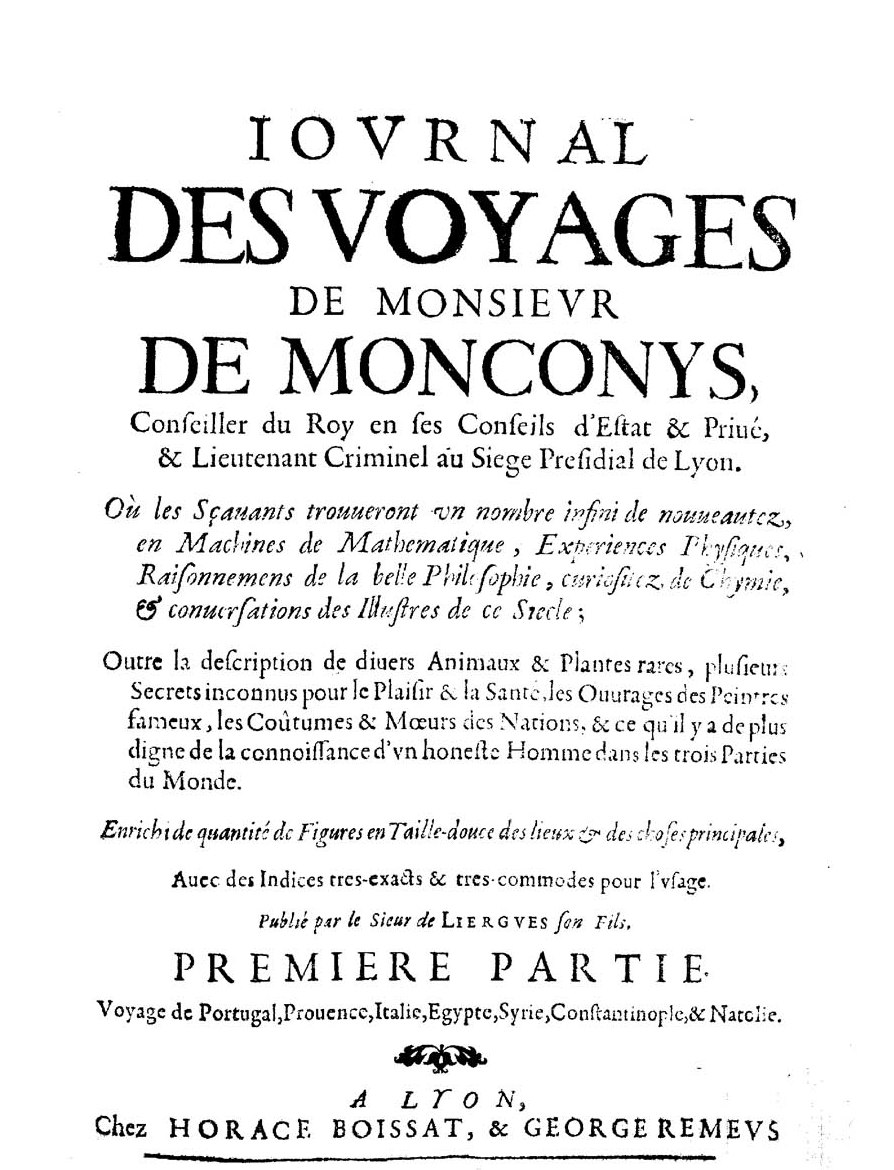
Journal des voyages. Voyage de Portugal, Provence, Italie, Egypte, Syrie, Constantinople et Natolie, 1665

Tenne un diario che fu pubblicato dal figlio col titolo Journal des voyages de Monsieur de Monconys, Conseiller du Roy en ses Conseils d'Estat & Privé, & Lieutenant Criminel au Siège Presidial de Lyon, 2 vols., Lyon, 1665-1666.
Monconys, cresciuto a Lione dai gesuiti, aveva un interesse nelle missioni gesuite. Viaggiò in Portogallo, Inghilterra, Germania, Italia, Olanda e Medio Oriente (visitando Baalbek nel 1647). Visitò due volte Delft per soddisfare la propria curiosità su una criptochiesa e per incontrare un artista di crescente reputazione. Fu infatti l'unico, oltre a Pieter Teding van Berckhout, che incontrò Vermeer, l'11 agosto 1663, e lasciò testimonianza oculare scritta dei suoi quadri. Vermeer non aveva quadri da mostrargli e quindi Monconys osservò quelli del panettiere Hendrick van Buyten, che ne aveva uno.
Monconys visitò anche Johannes Sibertus Kuffler nel medesimo anno.

## Opere
- (FR) Balthasar de Monconys, Journal des voyages. 1, Voyage de Portugal, Provence, Italie, Egypte, Syrie, Constantinople et Natolie, Horace Boissat & George Remeus, 1665.

- (FR) Balthasar de Monconys, Journal des voyages. 2, Voyage d'Angleterre, Pais-Bas, Allemagne et Italie, Horace Boissat & George Remeus, 1666.

- (FR) Balthasar de Monconys, Journal des voyages. 3, Voyage d'Espagne, mort de sultan Hibrahim, lettres sçauantes, algebre, vers et secrets, Horace Boissat & George Remeus, 1666.